# 野坂真理
野坂 真理（のさか まり、1964年3月5日 - 、本名・大水真理〔おおみず　まり〕）は、日本のパーソナリティ。
青森県青森市出身。高校時代は新体操選手として活躍した。学生時代、NHK青森放送局のローカル番組「FMリクエストアワー」のアシスタントとしてデビュー。
1988年の青函博覧会（青森EXPO'88）でコンパニオンを務め、その後RABのパーソナリティーとしてテレビやラジオに登場する。
夫は同じくRABパーソナリティーのけんずろう。

## 出演番組
- 江奈滋家の食卓（「ウサギ」役とナレーション担当）
- はいうぇい 人街ネット青森
- 特別営業課

### 過去に出演していた番組
- どーんと日曜大行進
- RABてるてる天気
- 金曜ワイドあおもり
- サタデー夢ラジオ
- 平成アニメ合戦アスパム
- ニュートンのりんご
- 出会いふれあい生テレビ
- 良平のラジオにおいでよ!!
- @なまてれ
- 真理ちゃんのいいもんめっけ!（ナレーション）
- 活彩あおもり
- 八郎・ひでき・真理ちゃんの花咲かラジオ!!（良平のラジオにおいでよ!!の内包番組）
- あおもりTODAY（金曜日担当）
- 土曜ワラッター（「一升炊き」→2008年1月19日放送分より[1]「カラ・マーリー」名義）

## 出演CM
- あおもり健康ランド - TVCMナレーション（ATVでも放送）
- アメリカンホーム保険（RAB限定）